# 風力発電

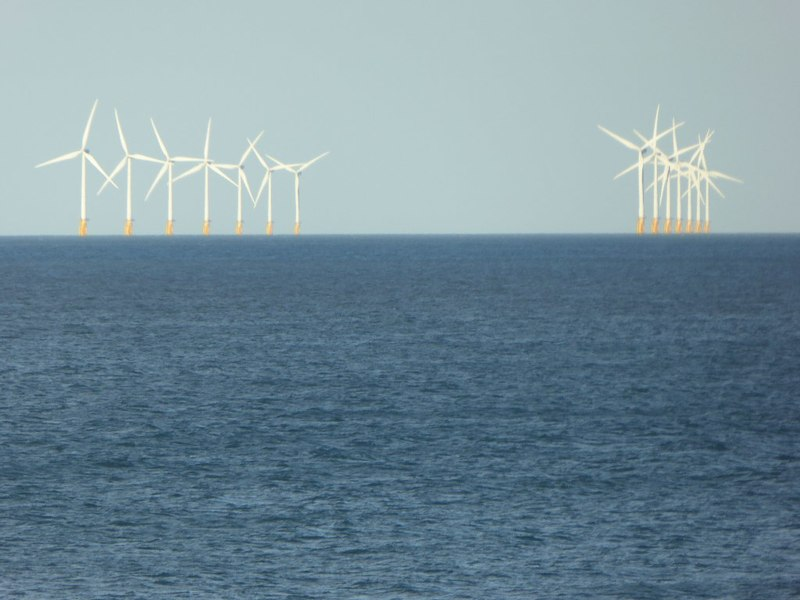
イギリス東部ケント州サニット沖11kmにあるサニット風力発電所

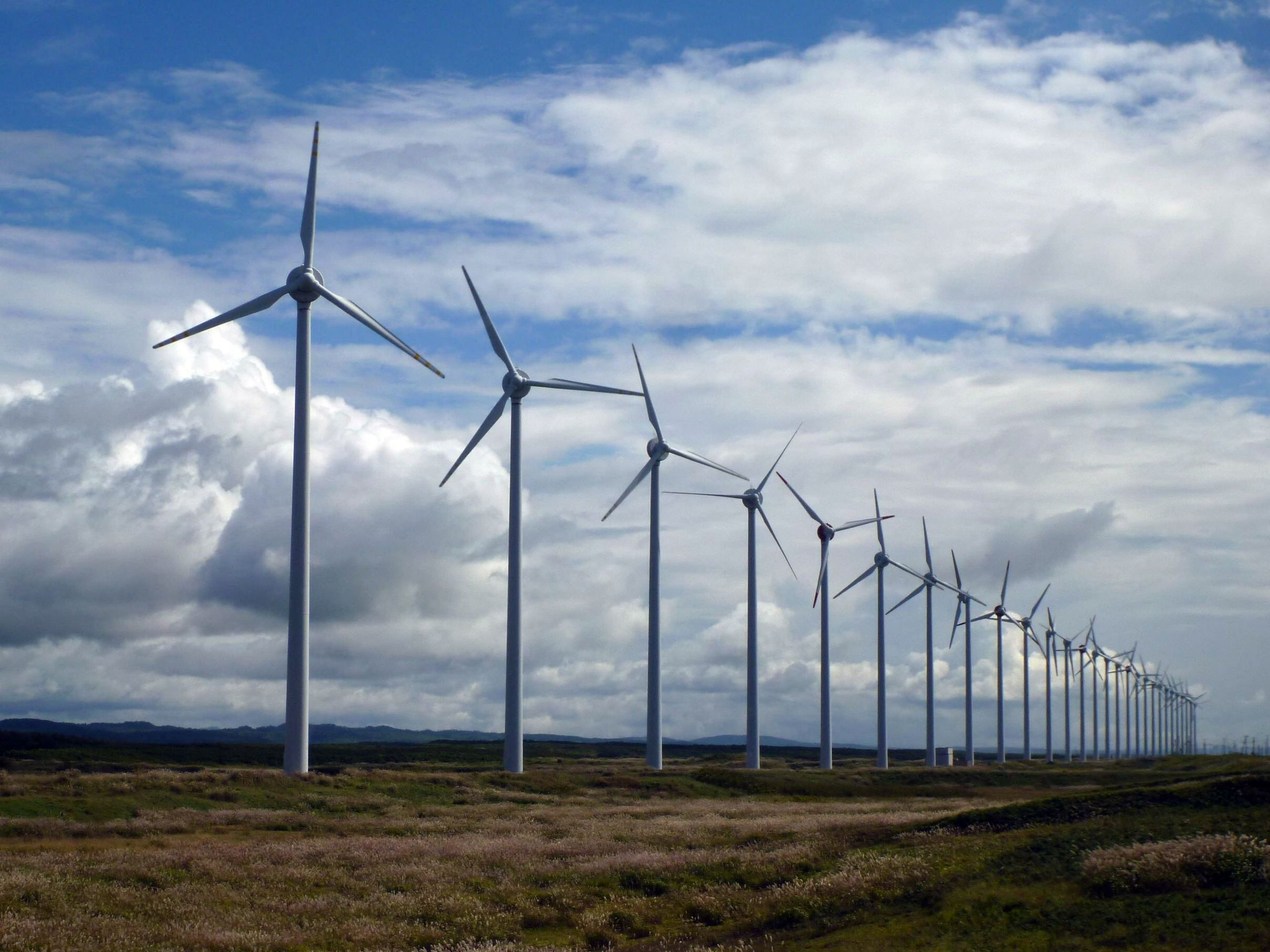
北海道幌延町のオトンルイ風力発電所。

風力発電（ふうりょくはつでん）とは、風の力でタービンを回して発電すること。風のエネルギーを電力（電気のエネルギー）に変換する。再生可能エネルギーの一つ。

## 歴史
イギリスでは1887年にグラスゴーのJ.ブライスが垂直風車により出力3kWの発電を開始したとされる。アメリカ合衆国では1888年にクリーブランドのC.F.ブラッシュが直径17m144枚のブレードからなる巨大な多翼風車で12kWの風力発電を1908年まで20年間使用されたとされる。1891年にはデンマークのアスコウ（Askov）でポール・ラ・クールによって風力発電研究所が設立され、風力発電で電気分解した水素と酸素で発電の実験が実施された。日本では1949年に山田基博が北海道札幌市に(株)山田風力電設工業所を設立して風車の本格的製造を開始した。オイルショックを機に風力発電などの代替エネルギーへの関心が高まり、1973年に足利工業大学、三重大学が風力発電の研究を開始。1975年に鶴岡高専、山形大学が風車の研究を始めた。その後、複数の教育機関や企業が参入したものの、1980年代には石油の安定供給、価格下落により研究開発は下火になり、1990年代に入ると地球温暖化への対策の一環として再び、風力発電への関心が高まった。1970年代とは異なり、複合材料やパワーエレクトロニクス、数値流体力学によるシミュレーション技術の発展により世界各地で普及が進んだ。

## 特性
風力発電は他の方式と様々な点で異なる特性を持つ。
エネルギー・金属鉱物資源機構は以下の特徴を挙げている。
メリット
- 枯渇の心配がない
- 発電時に温室効果ガスを排出しない
- 純国産のエネルギーとして利用できる
- 昼夜関係なく発電できる

デメリット
- 発電量は風の状況に左右される
- 景観や騒音による影響

## 風力タービン
発電に使用される風車は風力タービン、風力発電機、風力発電装置などと呼ばれる。形式としては水平軸のプロペラ型が最も多く用いられている。（風車参照）その他、用途に応じて垂直軸のダリウス型、ジャイロミル型、サボニウス型またはその併用型を用いる場合もある。また直線翼垂直軸型、スクリューマグナス風車（「マグヌス効果」参照）もある。風車以外では、振動板に風を受け、圧電素子で電力を得る方法が研究されている（ブレードレス）。

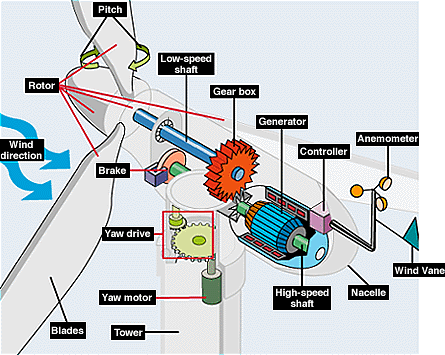
水平軸プロペラ式

一般的な水平軸プロペラ式では大きく3つの構成要素からなる。
- ローター部
ブレード（翼）、ローター軸、ハブなどで構成。風力タービンコストの約20%を占める。風の運動エネルギーを低速の回転エネルギーに変換する。
- 発電機部
風力タービンコストの約34%を占める。発電機軸、発電機[7][8]、制御機器、増速機（遊星歯車など）、[9]などで構成され、ナセルと呼ばれる筐体に収納される。増速機は発電に適した回転速度に調節する役割がある。
- 支持・構造部
風力タービンコストの約15%を占める。基礎、タワー、ヨー制御システムなど[10]で構成される。

### ローター径と効率
風力原動機はローターの直径が大型化するに伴い効率が向上し、採算性も向上する。地上付近では地面や障害物等による摩擦があり、高所の方がより効率よく風を捉えられるのが大きな理由である。このため発電事業用の風力原動機は大型化する傾向にある。2005年は、世界的に2.5MWクラスが中心であった。2008年には5MWの機種も登場している。しかしながら、保守の観点から考えるならば、ロータ径が大型化するにつれて、タワーは高くなり、ブレードは長くなることから、点検や補修に技術力が必要となる。反面同一出力あたりの点検が必要な基数自体は低下する。
反面風力発電所は山の尾根等に急峻な地形に設置されるため大型化するにつれ運搬が困難となる。このため陸上風力では大型化は頭打ちとなったが、洋上風力では大型化が2024年現在まで一貫して進行しており、16MW級の原動機の系統全接続が行われた他、更なる大型原動機の発表も続いている。
発電量はローターの半径の2乗、風速の3乗に比例する。効率は最高59%である（ベッツの法則）。1919年、ドイツのアルバート・ベッツにより導き出された。
また、家庭への普及を狙って小規模の風力原動機を商品開拓する動きもある。

### 寿命
大型機における原動機部分の寿命は通常20年程度とされる（機種や条件によっては30年とする場合もある）。設計寿命は主に耐久性とコストのバランスで決定される。基礎部分の寿命は50年程度で設計し、2世代に亘って利用することが可能である。なお日本では風力発電設備の減価償却資産としての耐用年数が17年とされることからこれを寿命の代わりに用いて計算する場合があるが、その分発電コストを5%程度高く見積もることになる。
寿命を迎えた原動機については、集中型発電所に比べ、更新で一度に止める風車の数が少なく工期も短いため、発電所全体の稼働状況に与える影響は少ないとされる。

### 発電機メーカー
風力発電機メーカー市場のシェアは2018年時点でデンマークのベスタス社が22%で1位、中華人民共和国のGoldwindが15%で2位、米国のGE社が11%で3位となっている。
日本のメーカーでは、2000年代、三菱重工業、日本製鋼所、富士重工業などが生産していたが、国内の受注量が伸び悩み次々と撤退。富士重工の風力発電事業は、2012年に日立製作所が買収してテコ入れが行われたが、日立がドイツのエネルコンと提携していることもあり、独自生産を続ける必要性が低下。2019年には発電機生産を終了する方針が報道された。
2020年にはJE Windが陸上2MW風力発電機および洋上の5MW風力発電機の国際型式認証を取得し、MW級風力発電機のメーカーとしては唯一の日本企業となっている。

## 建設と保守

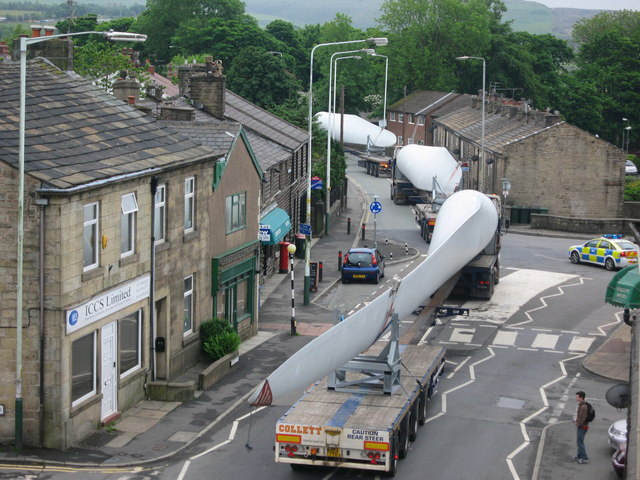
風力発電機のブレードを設置場所まで運んでいる様子（イギリス）

風力発電機の設置工事に必要な期間（工期）は、規模や環境にもよるが、概して他の発電方式よりも短い。1基では通常3か月から4か月とされる。20基程度では10か月から11か月、50基から100基程度の大規模な集合型風力発電所でも1年から2年ほどの例がある。
デンマークの沖合6-15kmに2MW基を80基、合計160MWを建設した実例では、現場での建設作業は約半年、製造から含めても約1年半で済んでいる。これは他の大規模集中型発電所（原発や地熱発電所など）に比べると格段に短い。これは需要構造の変化への対応や機器の更新を容易にする他、工事期間中の利子も低く抑える効果がある。例えば、下記のような利益が得られる。
- 集中型発電所では工期が長い分、将来の需要増加の可能性を見越して常に多めに設備を建設しておく必要があり、また一基当たりの容量が大きい分、見込み違いによる無駄も多くなりやすい。しかし風力のような小規模分散型電源を用いる場合は、比較的短期かつ小さい単位での増設や移設が可能である[22]。
- 定期保守や修理に要する期間が短い（さらに多くの場合、個々の設備ごとに時期をずらして行うことが可能である）ため、系全体の稼働可能率をその分高くできる[22]。
- 大規模な集合型風力発電所では、複数の工区に分けて順番に建設・稼働開始させ、意図的に将来の機器の更新時期をずらす場合がある。これによって機器の更新時期でも集合型風力発電所の大部分は稼働を続けることができ、需要の変化などによる財務リスクも抑制できる。また風力発電機は現在でも活発に技術開発が行わ れており、毎年のように性能が向上した機種が登場している。このため風力発電機を段階的に建設することで、後で着工・稼働開始する工区になるほど、より高性能の機種を導入できる利点がある[23]。

ただし、工事に先立って風況調査などにある程度の準備期間が必要になる。また近年の需要急増により、納期が1年を超える例も見られる。
保守については、一般に風力発電機は大規模集中型発電所（原子力発電所や大型火力発電所など）に比して修理や点検が比較的容易であり、必要な時間も短くできるとされる。
ただし日本の場合は2008年時点で風力発電機の8割程度が輸入品であるため、修理部品などは海外から取り寄せる場合が多くなる。そのため部品が届くまで数か月かかることがある。

## 風力発電所の形式
| 左:ダリウス型風力発電機右:ジャイロミル型発電機（北海道稚内市）  |  | 左:ダリウス型風力発電機右:ジャイロミル型発電機（北海道稚内市） |
| 左:ダリウス型風力発電機 右:ジャイロミル型発電機（北海道稚内市） |  |                                                                |

### 集合型風力発電所
集合型風力発電所は、多数の風力タービンを1カ所に設置し発電する施設。ウィンドファーム（wind farm）とも呼ばれる。大規模なものでは数百平方マイルの広大な敷地に数百の風力タービンが並ぶが、タービンとタービンの間の土地は農耕など他の用途に利用できる。洋上に設置される場合もある。

### 可倒式風力発電設備
可倒式風力発電設備は、支柱を倒すことができる風車を利用した発電施設。強風が予想された場合に倒すことで台風の被害を防ぐ事が出来る、メンテナンスを地上で行える、設置に大型の重機を必要としないと言った利点がある。
通常の風力発電施設は台風クラスの強風にも耐えうるための構造をしているが、その強風を避ける性質をもつ可倒式設備では、変形にコストが必要になるものの、強度構造のためのコストを削減できる。また、通常型の設備でも台風での被害は防ぎきれるものではなく、台風常襲地域にとっては可倒式にすることで損傷、破壊を防ぐコストメリットが生まれる。

### 洋上風力発電所

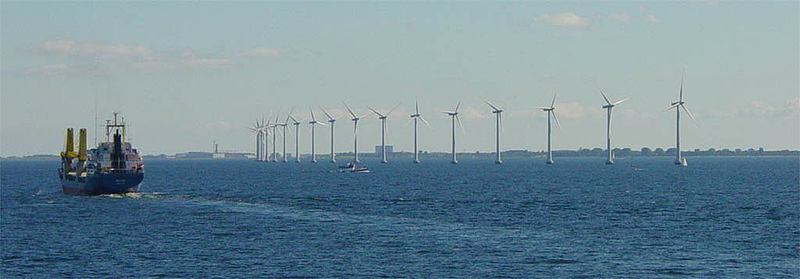
洋上風力発電所（コペンハーゲン沖のMiddelgrunden洋上風力発電所

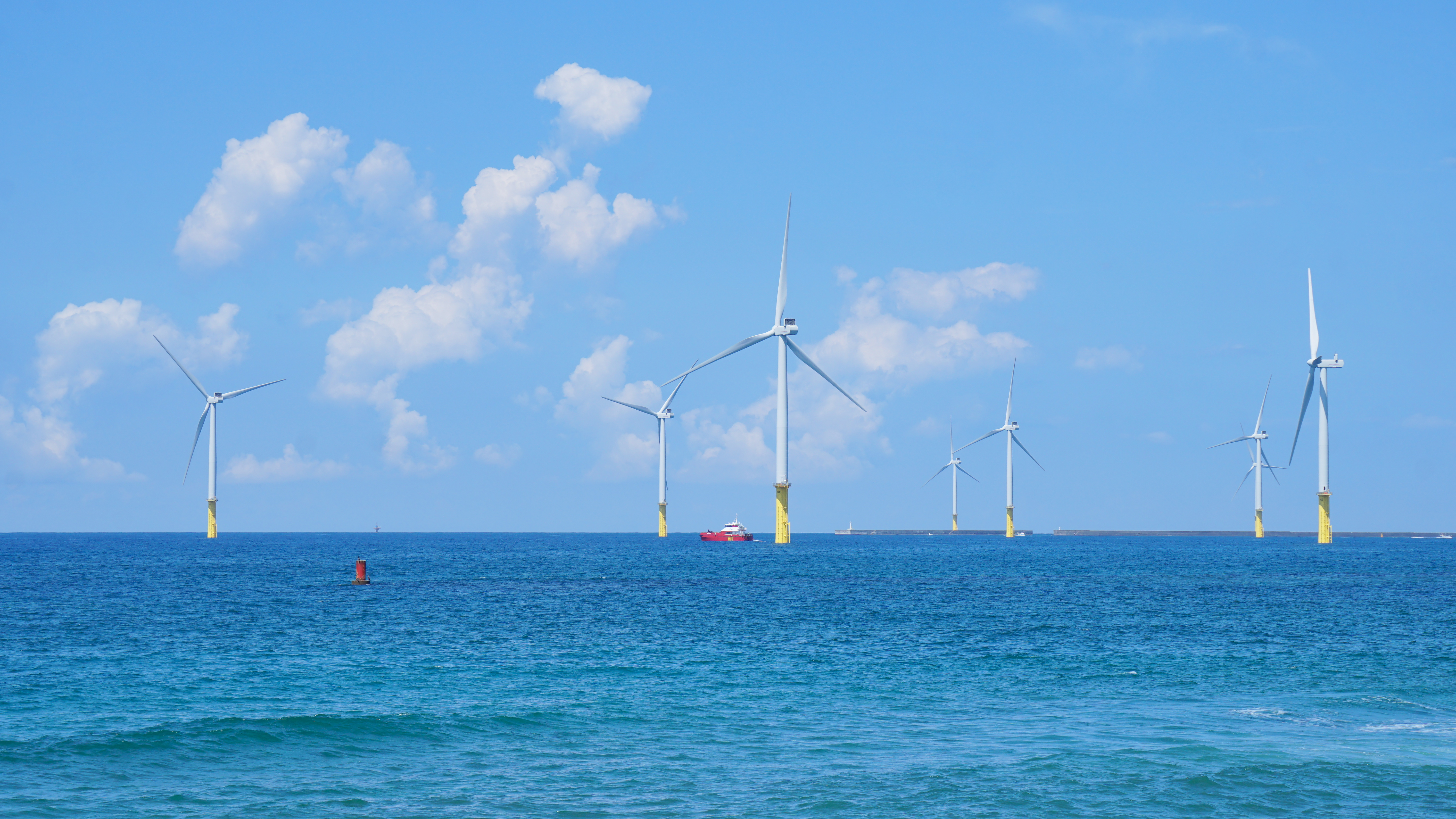
秋田県能代港沖の洋上風力発電所

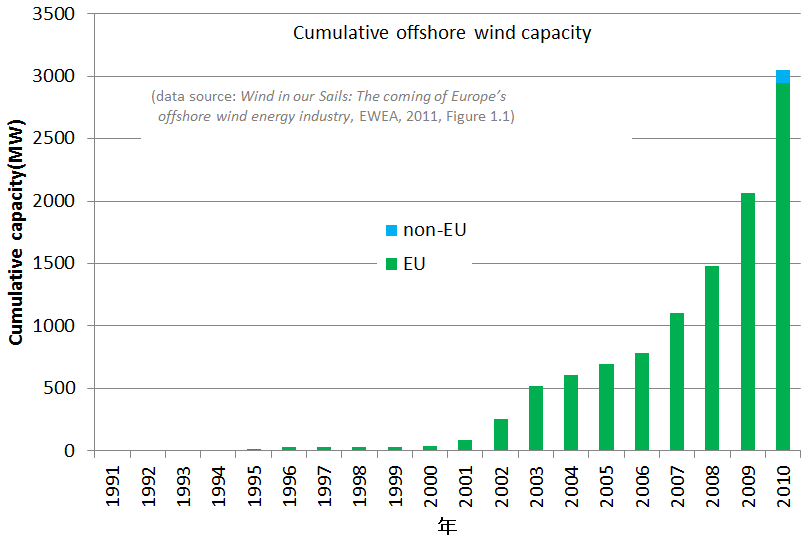
洋上風力発電の累積設備容量推移

海上に風力発電機を設置することを洋上風力発電（オフショア風力発電、海上風力発電、海洋風力発電）と呼ぶ。
地形や建物による影響が少なく、より安定した風力発電が可能となる。また立地確保、景観、騒音の課題も解決できる。2010年末時点で、欧州を中心に3GW以上が導入されている。
比較的浅い海底に基礎を設置しその上に風力タービンを設置する着床式と、水深が深い場所で浮体の上に風力タービンを設置する浮体式があり、浮体式の場合は位置の固定は係留によって行う。
着床式
水深が浅い海域において海底に基礎を建造し、大規模なウインドファームを建設する例が各国にある。元々はデンマークを中心に建設が進められてきたが、近年になって欧州全域に広がる勢いをみせており、特に英国における伸びが著しい。英国政府が掲げるその目標は、2020年までに洋上風力発電設置容量33GW（Round 1,2,3合計）導入目標という壮大なものである。ドイツにおいても、北海における国家プロジェクトAlpha Ventus 60MWを皮切りに、2009年以降の導入加速が見込まれる。日本においても港湾内などにおける建設例が見られ、2010年3月には茨城県にて初の港湾外への設置事例が稼働を開始している。
浮体式
2009年にノルウェーにおいて、フルスケールとしては世界初の浮体式洋上風力発電施設Hywindが建設された。
洋上風力の日本国内俯瞰
日本では、2020年末の時点で日本の洋上風車28基のうち10基が北海道と東北に設置されている（だが、残りの18基は別の地域であり、そちらのほうが数は多い）。なお北海道や東北などの海岸部では安定した風力（平均風速6ｍ/秒以上）が得られるので、その地域の割合が比較的多くなっている。
コスト比較
日本国内の実証実験による2022年時点でのイニシャルコストを比較すると次のようになる。
- 浮体式洋上風力 約100万円/kW
- 着床式洋上風力  約40万円/kW
- （参考データ）陸上風力  15から30万円/kW　（陸上式はこの数字だけ見ると安く見えるが、実際には周辺住宅への配慮の課題がある。）

つまり浮体式はコスト高となっている（それに比べれば着床式はさほど高くない）。

### 洋上水素製造構想
九州大学の研究者を中心に、海上に巨大な風力発電所を造り、新しいエネルギーとして活用しようという構想の研究会が発足している。
構想によると、海上にはちのす状に浮かべた六角形のコンクリート構造物（一辺300メートル）の上に、従来の2倍以上の風力を得る直径100メートルの風力原動機を設置。送電線は使わず、得られた電力で海水を電気分解して水素を作り、その水素を船で陸に輸送して水素発電や燃料電池に使うというもの。高強度の新素材や効率的な風車、水素貯蔵などの最新技術を組み合わせ、原発1基分に相当する100万キロワット級の発電を低コストで目指している。新素材の耐用年数は100年以上とされ、発電コストは原発の半分以下に抑えられる。六角形の浮体の内部を養殖場にすることで、漁業補償の問題も解決できるとしている。資金の目途が付けば6年から7年で技術確立が可能としている。

### 空中風力発電構想
米国、ヨーロッパでは次世代の風力発電として、強くて安定した風が得られる上空に風船などで風力原動機を持ち上げて設置する空中風力発電機(AWT,英語: Airborne wind turbine）などのアイデアが検討されている
。

## 風力発電の状況

世界の風力発電の累計導入量（1996-2013年）

2021年の全世界の風力発電累計導入量は1,870TWh。

### 日本

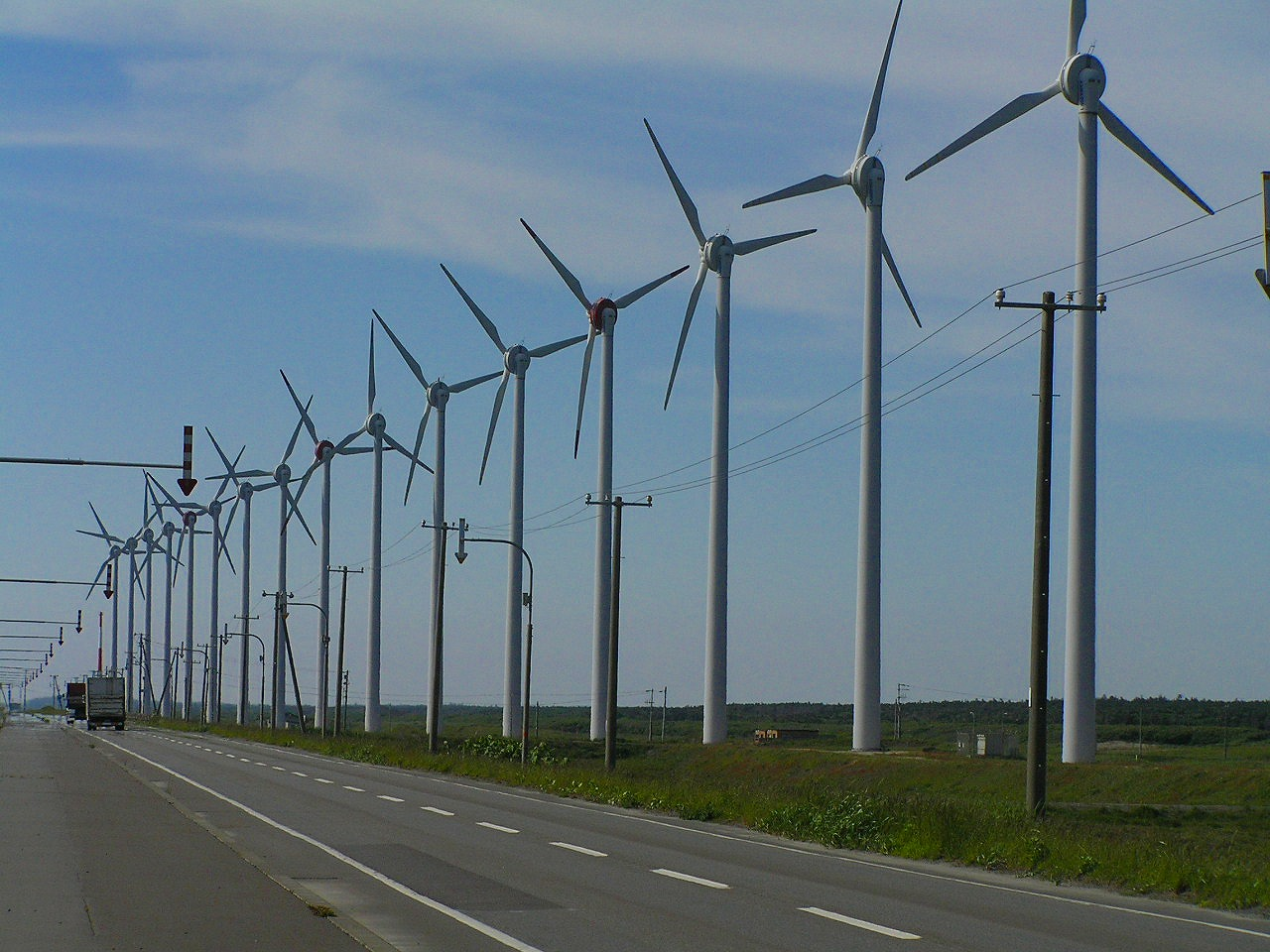
北海道に多い風力発電用風車

2004年ごろから風力発電が本格的に導入が開始され、以後、徐々に普及してきており、2014年時点で全国に約2000基、発電能力の合計は約250万キロワットとなっている。普及に伴い、風車部分が丸ごと落ちるなど、惨事に繋がりかねない事故も起こったため国土交通省と経済産業省が審査をしている。日本の風力発電所で有名なのは、北海道では苫前町と稚内市など、本州では秋田県の洋上が挙げられる。
一方、日本では台風に耐えうる風車はコストが上がる、安定した風が吹かない、落雷が多い、土地が少ないなどの難点があるため普及が進んでいない。洋上風力発電についても着床式に適した浅瀬が少ない。
反原発派からは、日本政府や与党が（既存の電力会社にばかり忖度して）洋上風力発電への取り組みが足りなかったことや、日本では再生可能エネルギーとしては太陽光発電ばかりに気をとられていた、日本の電力会社は（原子力発電の擁護・推進をするばかりで）風力発電事業に関しては消極的であったので、代わりに自治体による自治体風車や、市民グループによる市民風車等のプロジェクトの取り組みが進んだという原発・太陽光要因説がある。

### アジア
中国が2000年代後半から急速に増備していき2010年代に世界最大となった。2023年の風力発電の設置容量のうち6割以上は中国によるものである。

### 欧州

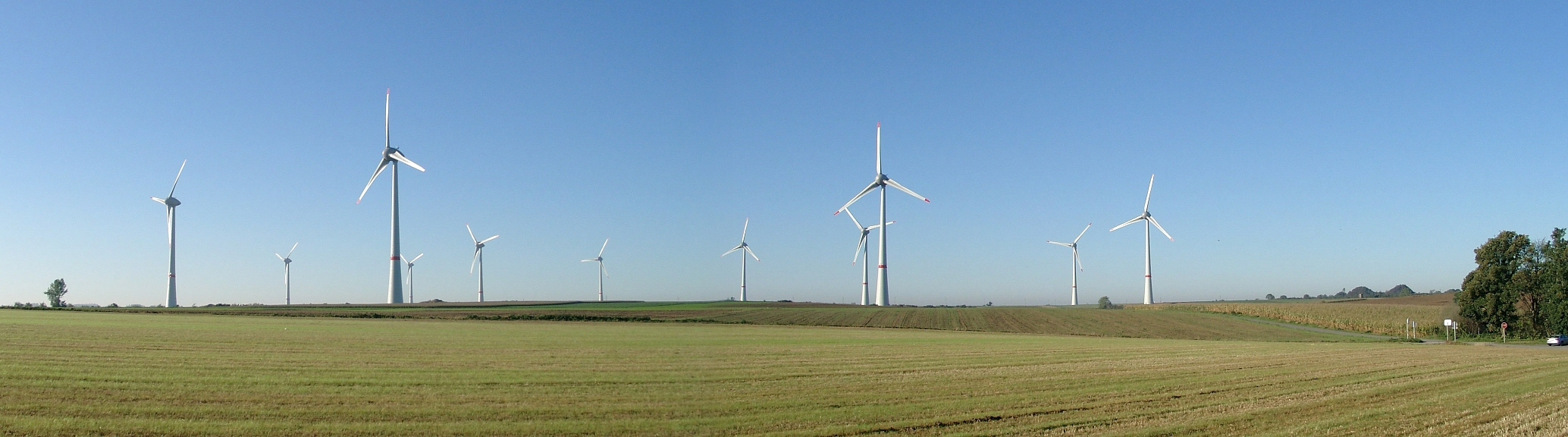
Estinnes Wind Farm ベルギー

2019年時点の風力発電設備容量は205GW。総発電力需要の15%程であった。
スペインでは2010年に風力発電で電力需要の16.6%を供給し、また電力由来の二酸化炭素排出量の26%を削減した。非化石エネルギーのシェア増加により電力コストが抑えられて隣国フランスよりも安価となり、2010年には8.3TWhを輸出した。また2011年3月には風力発電による月間の発電量が21%を占め、原子力やガス複合火力を抜いて最大の電力供給源となった。

### 北米

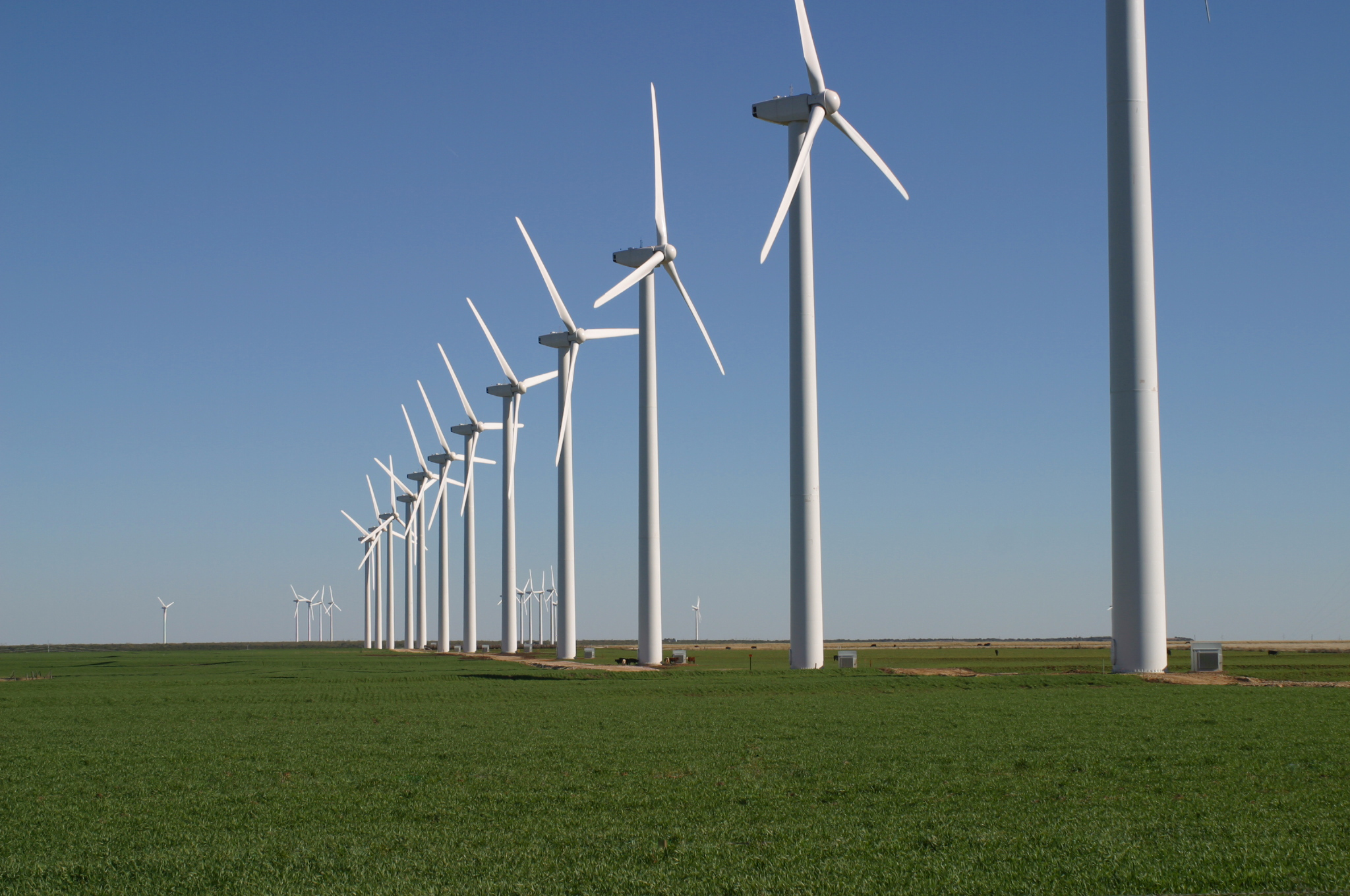
米国、テキサスのBrazos Wind Farm

米国は、以前からカリフォルニア州やテキサス州で大規模な風力発電ファームを建設していたが、2008年5月にエネルギー省（DOE）が2030年までに電力需要の20%に相当する約290GWを風力発電で賄うという目標を立ててからさらに設備量が増えた。しかし2010年には金融危機等の影響で市場が前年より縮小し、中国に累計導入量で抜かれた。
カリフォルニア州には2014年1月現在で世界で最大の風力発電所であるアルタウインドエナジーセンターが存在する。大手の風力発電機製造企業としてGEエナジーが存在する。
第2次トランプ政権は、見た目の悪さと虚偽の情報に基づいて洋上風力発電の新規建設を差し止めている。

### 誤情報・偽情報
風力発電に関して、反対派により様々な誤情報・偽情報が拡散され、普及が阻害される可能性がある。化石燃料業界とその支持者は反対派を支援し、誤情報・偽情報の拡散に貢献している。反対派が発信する情報は専門家、ファクトチェックにより反証されている。

## 費用と効率性

### 費用対効果
風力発電は、水力発電に次いで再生可能エネルギーの中では採算性が高く、大規模なものについては天然ガス等の火力や原子力と競争可能なコストまで下がっている。
また、実質的にドイツで始まった「固定価格買取制度」は風力をはじめとした再生エネルギー支援の一般的手法となっている。
大規模に導入しているデンマークにおいては、風力発電の経費は過去20年間で80%以上削減され、通常電力と競争可能な水準まで低下した。温暖化対策費まで考慮すると、欧州における風力は石炭火力より発電経費が一桁少ないとする試算もある。なお、近年の資材の高騰により、装置価格の増加も報告されている。
風力発電は一度設置してしまえば、その後は、化石燃料の価格変動による影響がほぼ保守費用などに限られるため、その分事業が安定化する利点がある。
火力発電を減らして風力発電で代替するにあたっては、出力変動などの対策、および、送電網の拡張や予備発電設備容量の確保等が必要となる。一般的には、一定程度の導入割合までは、その追加費用が実用的な範囲で済むとされる（例：）。欧州では域内での風力発電などの増加に対応した系統の拡張が検討されている。

### 導入規模の効果

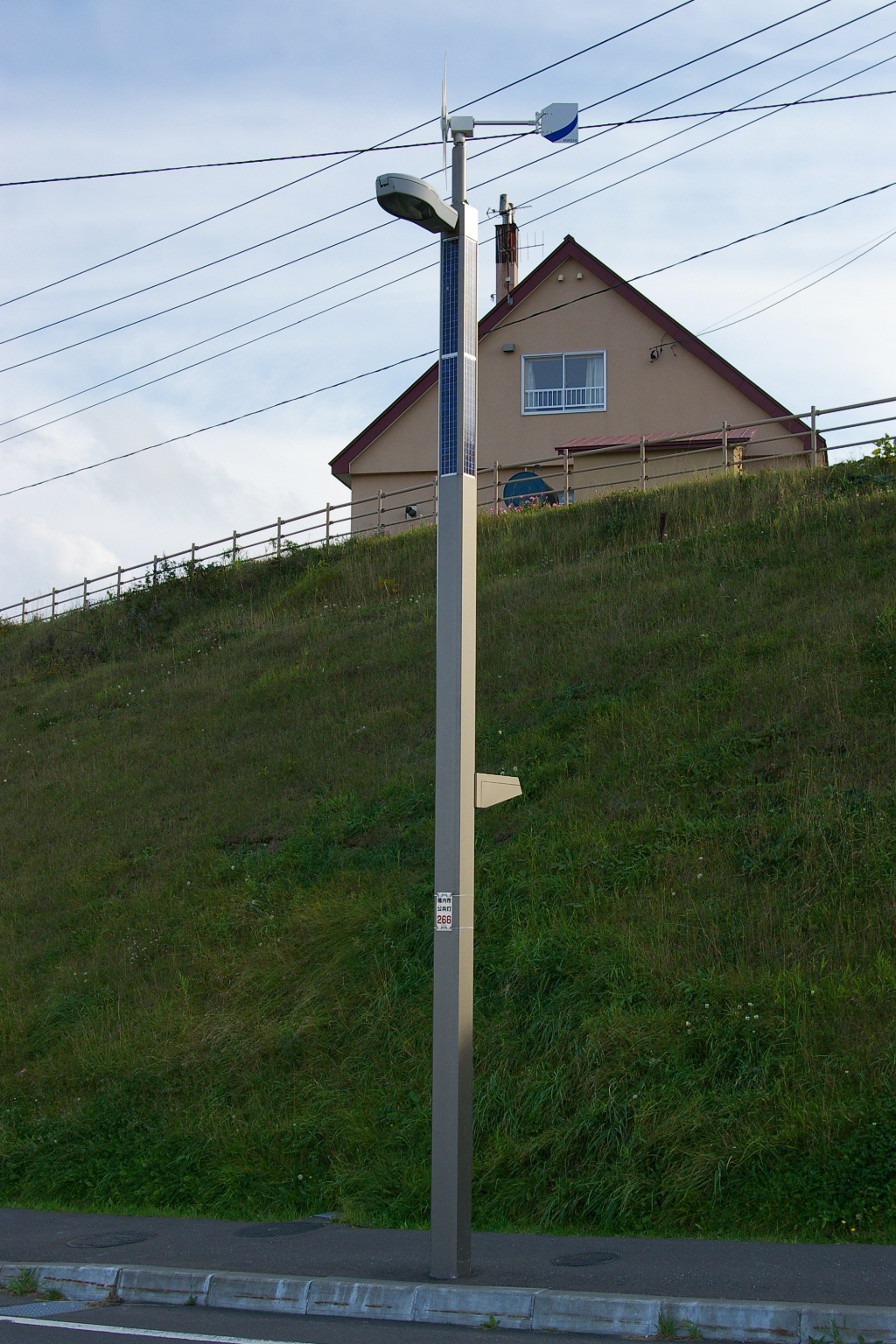
小型風力発電機の例
街路灯の頂上に設置し太陽光発電と併用

風力発電は小規模分散電源であり、導入規模や範囲が増すほど全体的な信頼性と安定性が高まり、発電コストも低減する。
- 風力発電設備は普及クラスのものであれば、稼働可能率[注釈 1]自体は非常に高くすることが可能であり、稼働可能率95%以上の例も多数報告されている。これは一般にメンテナンス等に要する時間が短いことによる。たとえ個々の風車の稼働可能率が低くても、導入数の増加や他の分散型電源との併用により、全体でみた稼働可能率は100%に近づく。これに対して一般的な大規模集中型発電所では、1990年頃の米国の例では原子力73%、化石燃料火力発電所の平均で85%、水力でも91%程度と報告されている([22] P242)。
- 風力発電設備が稼働不可になる要因としては、風速不足を除くと落雷、故障、定期保守、系統の故障、などがある。英国における一例では、それぞれ原因の48%、37%、13%、2%を占めたと報告されている([22] P241)。風力は変動するため、個々の風車の稼働率は通常40%以下となる。
- 異なる場所に分散して設置された風車同士は、距離が離れるに従って、出力変動の相関性が低くなる。特に速い（高い周波数の）変動においてこの傾向は顕著となり、合計の出力がある程度平滑される[68]。このため出力の平準化には、分散配置が有効とされる。ただし、完全に変動が無くなるわけではない。
- 大規模化と分散配置により、大きな変動は残るものの、全体でみた変化の速度が遅くなり、電力網によるサポートがより容易となる。オランダ内の海岸沿いの6地域でを対象とした調査では、数時間程度の間隔で出力に大きな変動が見られるが、100万kW規模の変動が起こる確率は、その規模の火力発電設備が強制停止される頻度と同程度であると報告されている[22]。
- 小規模な導入量では、出力変動への対策コストは必要以上に高く算出される[69]。
- 系統連系する際に許容できる導入量の見積もりは、シミュレーションの前提条件の小さな違いで大きく異なる結果となる。このため変動の許容量を必要以上に小さく見積もっている例も散見される[70]。

### エネルギー収支
「生産から設置・運用から廃棄に至るまでのライフサイクル中に投入するエネルギー」を「風力により生み出すエネルギーによって節約できる」までの時間をエネルギーペイバックタイム(EPT)、また寿命との比をエネルギー収支比(EPR)という。原動機の性能および設置場所の風況に大きく左右されるが、通常EPTは数か月程度とされる。またエネルギー収支比は38から54とも見積もられている。大型化などの技術改良のほか、リサイクルや基礎部の再利用等によって今後も改善が見込まれている。

### 温室効果ガス排出量
風力発電の発電量当たりの温室効果ガス(GEG)排出量は小さく、日本では25g-CO2/kWhから34g-CO2/kWhなどの計算例がある（g-CO2/kWhはライフサイクル中に排出される温室効果ガス(GEG)を二酸化炭素(CO2)に換算し、発電量あたりに直した値）。この値は設置地点毎の風況や風車の性能に左右される。近年の大型で高性能な風車ならば、10g-CO2/kWhを切る場合もあるとされる。設置効果は750kW機1基が500エーカー（約2 km2）の森林に相当するとも言われる。
日本の電力の平均GEG排出量は 約346g-CO2/kWh（発受電端、2001年）と計算されている。例えば寿命20年でGEG排出量が25g-CO2/kWhの場合、CO2ペイバックタイム（CO2的に「元が取れる」までの利用期間、CO2PT）は 20×(25/346)=1.45年 となる。10g-CO2/kWhならば約7か月である。

## 課題
諸課題の中でも（出力変動、強風対策などの）技術的課題については、性能や安全性の向上を狙った開発競争の焦点となっている。従来問題点とされてきた点の多くは技術的に対処が可能とされる。

### 人の健康及び生活環境への影響
風力発電の課題のひとつに騒音対策・低周波対策がある。
風力発電の出す騒音が健康被害を引き起こすという科学的証拠は十分ではなく、俗にいう「風車病」はノセボ効果ではないかと指摘されている。
騒音・低周波などが報道などで知られるようになり、設置計画に対して予定地の住民の反対運動がおきる例も出たため、騒音や低周波の対策が研究され、対策が検討されたり、それが具体的に打たれるようになった。
技術的な改善策の1つが、ブレードの翼断面の改良である。昔の風車では航空機用の翼断面を用いていたため、翼端周速が100m/sから120m/sに達し、騒音を大きくする要因となっていた。この翼端周速は風車専用の翼断面（厚翼）を用いることで大幅に低下し、現在は大型機でも60m/s程度となっている。さらに、多極式発電機の採用によるギアレス化（ギアノイズを排除）、ダウンウインド型からアップウインド型への移行（タワー下流の乱れた気流を横切る音を排除）などの対策により、騒音は200m-300m程度離れれば周囲の風音と区別がつかない水準（または「冷蔵庫程度の騒音」）にまで減少する。
また、風力発電機が立てられ始めた頃から、電波障害への懸念が相当数存在していたが実際にはそれほどの苦情は発生していない。電波障害となる要因には遮蔽障害と反射障害が考えられ、それぞれが回転翼部分と静止しているタワーとその先端のナセル部分が影響する可能性がある。21世紀現在の回転翼は全て繊維強化樹脂製であり電波に対して有意な影響を与えないと考えられるため、TV送信塔と住宅との間に設置しない事やナセル筐体の反射を低減する等のナセルとタワーの影響を事前に確認することで解決できる。また、ナセル内の発電機や付随する電力機器類からの電波ノイズの防止と遮蔽も考慮されなければならない。
騒音以外に、シャドーフリッカーもしくはストロボ効果といわれる回転する羽によって断続的に横切る影が一部で問題視されることはあるものの、実際には健康被害を引き起こすとは考えられていない。風力発電装置は民家からできるだけはなれたところに設置することが望ましいとされており、計画段階からそれに注意すべきであるとされる。イギリスでは民家から5kmの距離を取る様に定められている。

### 生態系への影響

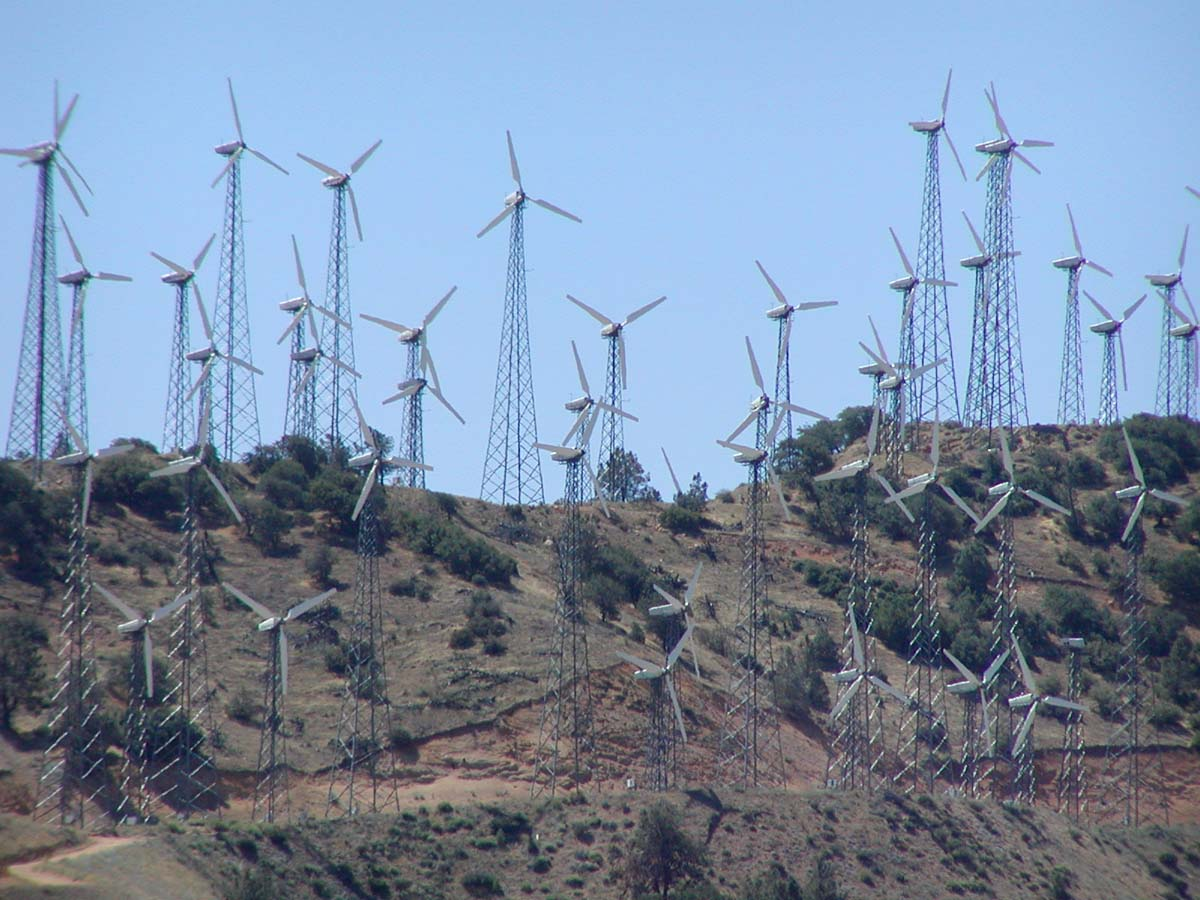
Lattis構造のタワーが林立する古いウインドファーム（カリフォルニア、テハチャピ山地）。横桁に留まろうとして鳥類が誘引され被害に遭う。

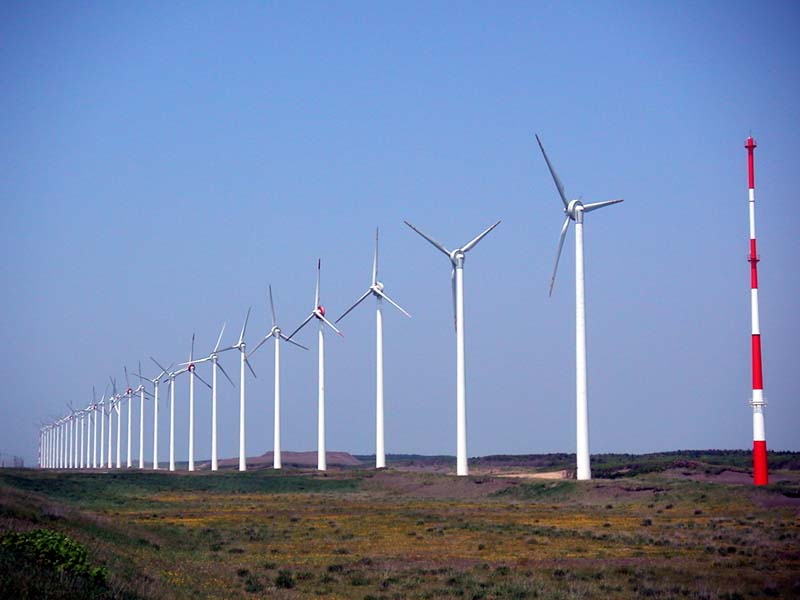
一般的な円柱状タワーを用いた風力発電所（オトンルイ風力発電所、幌延町）

鳥類レッドリストに該当するイヌワシ、クマタカ、オオタカ、フクロウ、ノスリなどの希少猛禽類の幼鳥が、風力発電のブレード（回転羽根）に衝突（バードストライク）して死亡するケースがある。衝突死の多くは鳥が風車の回転範囲を通り抜けようとして、回転翼を避けずに体が切断されることにより生じる。一説にはモーションスミア現象によって高速の羽根が見えず、反対側の景色が透けて見えるため鳥が気づかないためといわれている。鳥類の目は人間に比べモーションスミアが起こりやすいという実験結果が出ている。鳥類は人為的気候変動、生息地の喪失、繁殖の妨害、採餌地の喪失などの影響も受けているが、バードストライクは鳥の大群が通るルートの地域で多数発生していることがわかっている。設置する場所や形態の選定さえ適切ならば、通常の送電線以下の危険性しか及ぼさないとの報告もある（クローネ (Krone) 他）。米国での年間平均バードストライク数は大型風車1基につき2.19羽（2001年）ドイツでは同0.5羽である（すべて狐などによる死骸持ち去り数を調整済み）。2009年の米国で、人間の活動により死亡した鳥のうち、風力発電によるものは19,875羽であり、ネコによる捕食（1億1000万羽）、窓ガラスへの衝突（9700万羽）、農薬（7200万羽）、火力発電（1410万羽）などに比べて少ない。英国王立鳥類保護協会も「適切に設置された風力発電所は、鳥類に大きな脅威を及ぼさないと考える」と表明している。スペインの影響調査では風車設置場所を飛行する鳥類の死亡率は0.1%から0.2%と報告されている。一方、2007年から三重県で行われた調査では、繁殖期のテリトリー密度と種数密度で1/4に減少したとする報告がある。
技術的には、下記のような対策が考慮される。
- 予め設置地域の鳥類の生息状況を調べ、影響の少ない設置場所や形式を選定する。
- 渡り鳥の接近をレーダーによって探知し、事前に回転翼を止めておく。
- 風車付近での猛禽類の採餌行為を無くすため、周囲にテープや案山子を配置する[80]。
- 同じ発電量でも、ブレードの回転速度が遅くなるように設計する（翼断面や発電機によって決まる。#騒音参照）
- タワー（支柱）に鳥が留まらないよう、横桁や出っ張りをなくした円柱状の設計とする。
- 視認しやすい白色で塗装する。但し、目立たない色に塗装するという景観への配慮と矛盾する可能性がある。
- 風車の羽の一枚を黒く塗ると鳥の衝突が減少(実験では70％以上)する可能性がある[86]。
- フラッシュ光により警戒を促す。但し、景観への配慮が必要となる。
- つば付きディフューザ風車や風レンズ風車のように、視認しやすい物を付ける。
- 風車部分をネットで覆う。

他に渡り鳥の飛行ルートへの悪影響についても懸念されており、渡りの重要なルートへの設置は避ける必要がある。
陸上風車の建設工事で生じる土地改変（森林伐採など）により流出する土砂が下流域を汚染する場合がある。特にサンショウウオなど希少動物は生息する源流の汚濁に敏感なため、悪影響が心配されている。洋上風車の場合も工事中に伴う海水の濁りなど、周辺環境への影響を完全に除くことは難しい。

### 景観
風力発電機の設置に当たっては、自然景観への影響が問題になる場合もある。例えば風光明媚な観光地などでは、風力発電機の設置によって景観が変わるために反対される。一方、大型風車が林立する雄大な光景を新たな観光資源とする動きもある。人々の価値観により、風力発電が景観に与える影響については賛否が分かれる。
米国と英国でのウインドファーム建設直後と1年後の周辺住民への意識調査ではいずれも、2回目が景観と騒音での反対が少なくなっている。

### 出力変動
風力発電の出力は昼夜問わず不随意に変動するため、需要への追従は基本的に他の調整力に富んだ電源（火力発電、貯水式水力発電など）に頼ることになる。また風力発電所の側でも、ある程度の出力の平滑化や負荷追従を行う場合があるほか、近年は発電量の予測技術も用いられている。一般的には、発電量の10%程度までは大きな問題にならないが、20%を超えると追加コストが目立って増えると言われている。スペインと周辺国間では電力取引所での取引を用いた輸出入によって変動の一部を調整する例が見られる。

#### 短時間の変動
風力発電は風速の変動に従って出力が需要と無関係に変動し、電圧や力率の変動をもたらす。この変動は一般に太陽光発電に比べても大きい。特に導入量が小規模の場合は高い周波数成分を含む変動が多くなる。しかし大規模に導入した場合、変動は大幅に緩和され、系統側の負担が小さくなる（#導入規模の効果参照）。実際、デンマーク、ドイツ北部、スペインなどにおいて、信頼性を犠牲にせずに電力供給量の20-40%を風力で賄えることが実証されている。また既存の系統に風力発電を追加する場合、新たなバックアップ電源を付加する必要は無いとされる。ただし系統容量に占める風力発電の割合が大きい場合は、ある程度の蓄電設備を加えることで系統全体で見た発電コストを低減できる場合もあるとされ、検討や実験が進められている。こうした対策にはコストもかかるが、ある程度の導入割合までは実用的な範囲とされる（#費用対効果参照）。
個々の風車やWF単位で出力を平滑化するには、下記の対策が有効とされる。
- 大型のブレード自体の慣性力を利用する。風の強い時に回転数を動的に上げて運動エネルギーを蓄え、風が弱くなった時に利用することで、発電機の出力を平滑化する。
- 一部の風車を調整力としてリザーブし、適宜解列などを行うことでWF全体の出力を平滑化する。
- 電力を一時的に蓄電池に貯蔵する。
- 系統連系部（インバータなど）に力率の調整能力を付与する。
- フライホイールによる慣性回転や油圧・ガス圧・空気圧（圧縮空気）による蓄圧によってエネルギーを貯蔵する。例えば圧縮空気を用いた研究例では、15%のコストの追加で稼働率を34%から93%に引き上げられるという報告がある[97]。
- 局地的な気象解析を行い、リアルタイムで発電量を予測する（#事前調査と発電量予測参照）。

この他、風力発電で得られた電力から水素を製造する手法も研究されている。

#### 長時間の出力変動
風力発電の導入価値は、風の強い時間帯（季節）と電力需要の多い時間帯（季節）が重なる場合に相対的に大きくなる。一般には、夜間や冬期の暖房需要の多い場合には他の電源に比較して特に導入価値が高くなる。マッチしない場合（他電源による夜間電力が既に余っている場合など）にはその分価値が低くなる。また需要に対して発電量が不足する場合は、他の電源に頼ることになる。

### 強風

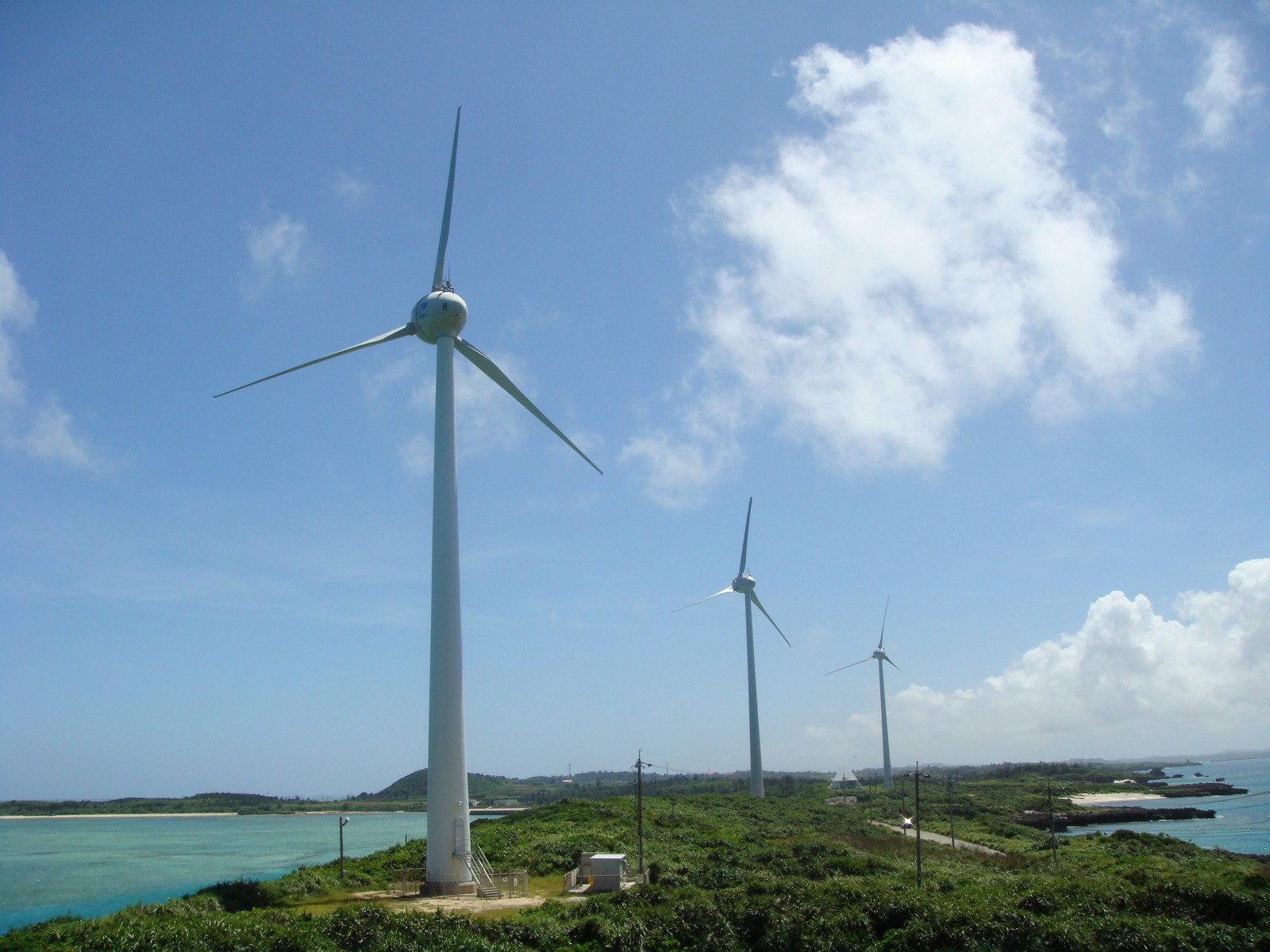
宮古島西平安名岬の風車は2007年に復旧

風力発電機の最大の敵は強すぎる風である。風力発電機には定格風速があり、定格を大幅に超える速度で運転すると原動機の焼損やブレードの破損などを招く場合がある。そのため風速が過大な場合は、保護のために速度を抑制するか、場合によっては一時的に発電を停止する。支柱ごと倒して強風をやり過ごすものもあるが少数である。
- ヨーロッパなど高緯度で使用されている風力発電は、その地域的な特徴（高緯度、内陸）から、台風、サイクロンなどの熱帯低気圧による暴風雨の影響を受けない場合が多い。
- インドなど中緯度以下の地域では、暴風雨にさらされることがある。たとえば、2003年9月11日の台風では、宮古島にあった7基の風力発電機を壊滅させた。これは最大瞬間風速が近辺の観測値で74.1m/sに達し、国際規格(IEC61400-1)の最高クラスの規定値(70 m/s)をも超えたためである[99]。
- 欧州など風力発電機の普及が比較的進んでいる地域に比較すると、日本では台風は風の乱れ、落雷などの自然条件において、IECなどの国際規格を上回る耐性が求められる場合がある[99]。これに対応したガイドラインの策定がNEDOによって進められている[100]。

強風や変動に対しては、下記のような対策が用いられる。
- ブレードの角度（ピッチ）を変えて速度を抑制（フェザーリング）
- ブレードまたは風力原動機全体を風に対して傾ける
- 風車と発電機を一時的に切り離す
- 設備全体（ポールなど）を物理的に強化
- 騒音対策を施した上で、ダウンウインド型を採用する[101]。もしくは、強風時のみ風下にブレードを向ける[102]。
- 強風に耐えうる型式の風力原動機を採用
- 設置地域の風況の事前調査の強化

### 用地確保
陸上設置の場合は、風力発電機は1MWp（1000kwp）あたり50エーカー(約20ヘクタール)ほどの面積を必要とする。ただし風車そのものが占有する面積は主に支柱であるため5%以下であり、畑や牧草地など、高さを必要としない利用が行われる場所に設置すれば土地の確保の問題は小さくなる。風力発電が一般的になり、風車公害の可能性もテレビ番組などで紹介され認知されるようになったので、近隣に人家がある場合は設置への反対運動が起きることがある。周辺地域と比較して高所に設置する場合には、立地点の整備や資材運搬、運用時のメンテナンスのために林道を造成する必要があり、それに伴う樹木の伐採が問題視される場合がある。
もっとも、近年は陸上に設置しない洋上風力発電も検討されつつあり、その場合は陸上設置にともなう諸問題は解消する。しかし、洋上風力は一般にコストが高い。

### 事前調査と発電量予測
風力発電の事業化にあたっては、事前の風況の調査が重要である。風は不随意に変動するが、その変動量や変動速度、平均強度などは確率的に取り扱うことが可能である。風力発電の発電量もまた、確率・統計的に取り扱うことができる。このため事前にある程度の量のデータを集めておくことにより、相応の確度で風況や発電量の予測を行うことができる。
近年では計算機を用いた局地気象解析技術により、短時間の変動についてもある程度の発電量の予測が可能になっている。既に商用サービスも開始されている。近年は一定規模以上の発電事業者に対し、発電量の予測を義務づける国もある（固定価格買い取り制度#併用される制度参照）。
逆に風況調査に不備のある場合、当初見込みよりも発電量が少なく、赤字となる場合がある。発電量が予測を下回ったなどの事情で稼働継続に値しない状況になった場合やより高性能な機種に置き換える場合などは、地中に打ち込んだ基礎部分の移動は難しいが、上部の風力原動機は基本的に移設や転売が可能である。近年は欧州などで風力発電機の中古市場も拡大している。

### 事故

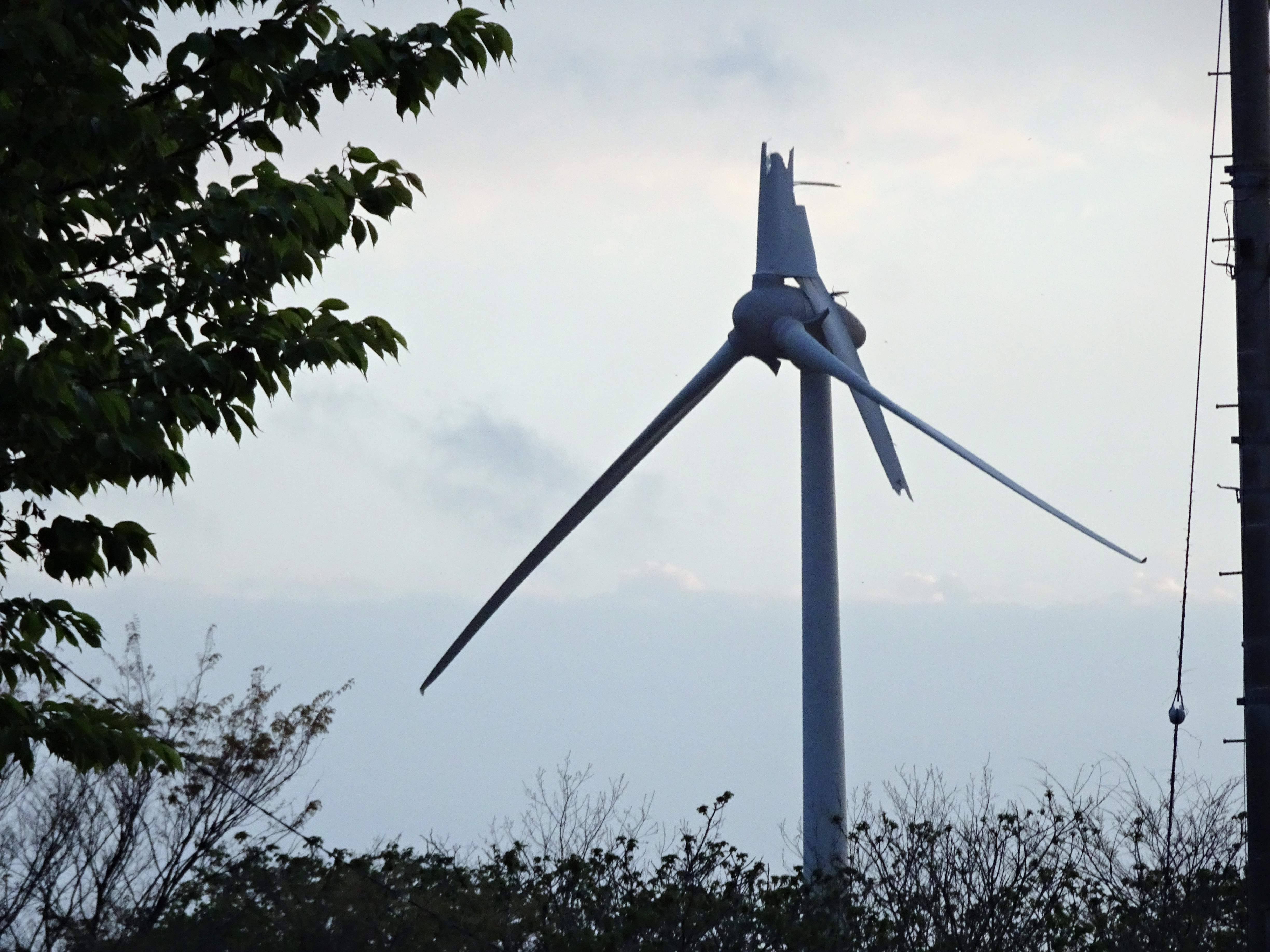
2025年の新屋浜風力発電所（秋田市新屋町）の風力発電機のブレード折損事故

風力発電機も他の発電方式同様、事故と無縁ではない。構造物の破損や運用・保守作業中のミスなどにより、下記のような事故の例が見られる。
- ブレードが折損し、回転の勢いで飛散する[110]。周囲の建造物等に被害を与えることもある[111]。
- 風力原動機の火災[112]。
- タワーの破損・倒壊[113]。

こうした事故の背景として、機械的強度を十分にテストしないままに発電塔を巨大化したのが原因ではないかという指摘もなされている。
- 米国での調査によると1972年から2008年10月までの人の死傷を伴う風力発電機の事故発生数は75件であった[114]。
- 日本ではメンテナンス中の作業ミスにより風車が過回転状態になり、倒壊した事例などが報告されている[115]。また、2025年には、強風で壊れたドイツ製風車の羽根が落下し、たまたま地上にいた男性1人が死亡する事故も発生している[116]。

2015年時点で、世界の風力発電の約0.5%が何らかの形で故障しているが、電力生産量あたりの死亡者数では火力発電、水力発電より少ない。

### リサイクル
風力発電機のリサイクル技術は数が多くないこともあり開発途上である。鉄などの金属類はリサイクルされるが、ブレードで一般的に用いられる繊維強化プラスチックについてはリサイクル技術が普及しておらず、焼却などで処分される。使用済みのブレードからガラス繊維をリサイクルする技術は開発されている。

## 再エネ海域利用法
現在、日本では再エネ海域利用法の導入が進んでいる。再エネ海域利用法とは、海外でコストの低下が進み、再生可能エネルギーの最大限の導入と国民負担抑制を両立する観点から重要な洋上風力発電を導入しようとした。しかし海域の占有に関する統一のルールがなく、先行利用者との調整ができていなかった。これらの課題を解決するため、平成30年11月30日に成立、同年の12月7日に公布された。具体的な内容としては自然状況が適切であり、漁業、海運業等の先行利用に支障がなく、発電した電力を供給することができるなどの条件を満たす海域を促進区域と定める。そして、公募によって長期的・安定的・効率的な観点から最も優れている事業者が最大30年その区域の占有許可を得ることができるというものである。現在経済産業省資源エネルギー庁及び国土交通省港湾局は、「秋田県能代市、三種及び男鹿市沖」「秋田県由利本荘市沖（北側と南側）」「千葉県銚子市沖」の3か所（4区域）を促進区域に指定している。
この法整備により、日本で洋上風力発電の普及拡大が進むと予測されている。

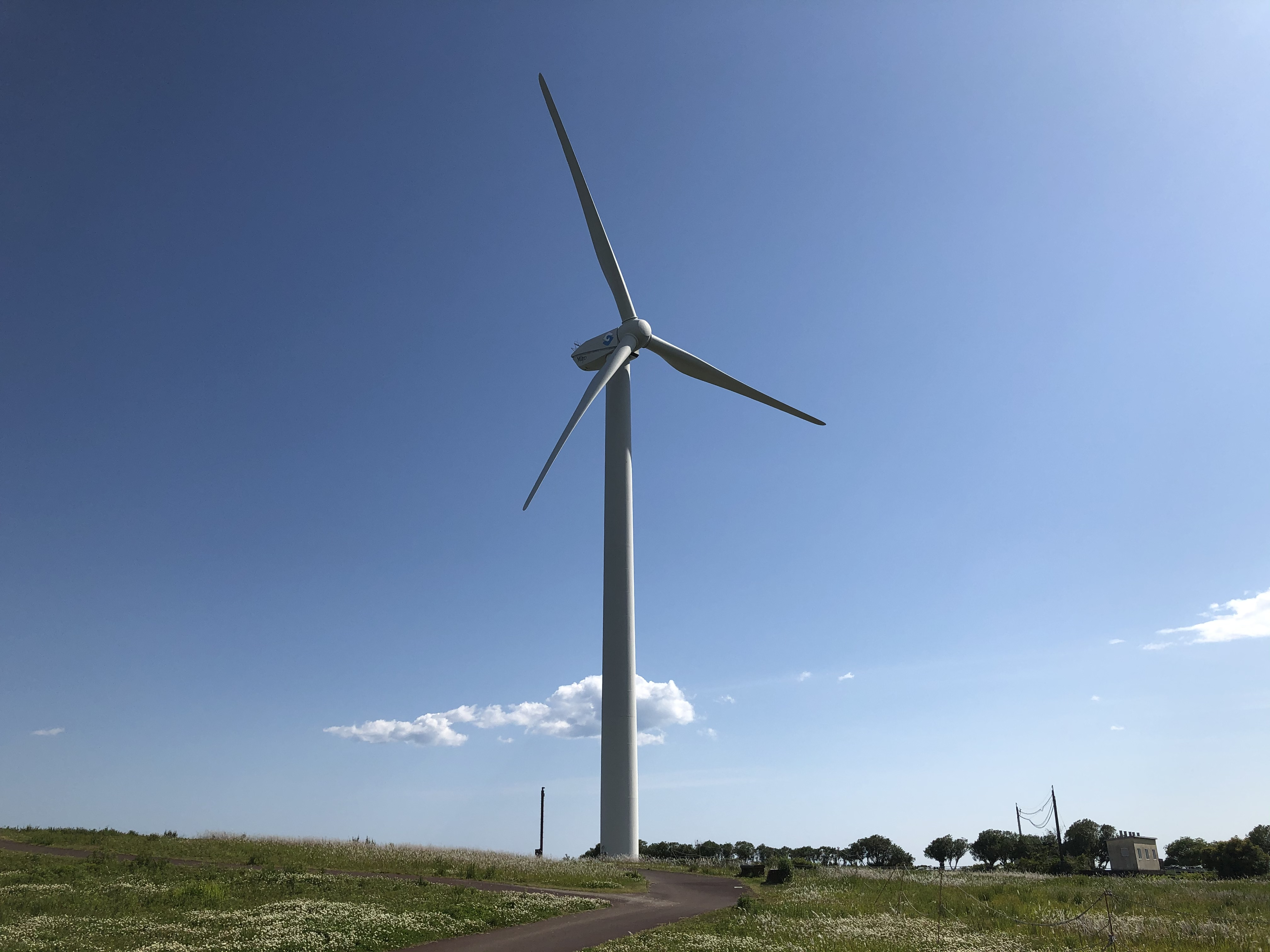